# Suelo contaminado
Suelo contaminado es aquel cuyas características han sido alteradas negativamente por la presencia de componentes químicos de carácter peligroso procedentes de la actividad humana, en concentración tal que comporte un riesgo inaceptable para la salud humana o el medio ambiente.

## Actividades causantes y criterios y estándares
El establecimiento de la relación de actividades susceptibles de causar contaminación en el suelo, así como la adopción der criterios y estándares para la declaración de suelos contaminados, se ha llevado a cabo mediante Real Decreto.
Los titulares de las actividades incluidas en dicha relación,  estarán obligados a remitir al órgano competente de la comunidad autónoma, un informe preliminar de situación, para cada uno de los suelos en los que se desarrolla dicha actividad.  Examinado el informe preliminar de situación, la comunidad autónoma correspondiente podrá recabar del titular de la actividad o del propietario del suelo informes complementarios más detallados. Asimismo, estarán obligados, a remitir periódicamente al órgano competente informes de situación.
Los propietarios de los suelos en los que se haya desarrollado en el pasado alguna actividad potencialmente contaminante estarán obligados a presentar un informe de situación cuando se solicite una licencia o autorización para el establecimiento de alguna actividad diferente de las actividades potencialmente contaminantes o que suponga un cambio de [[uso del suelo]].

## Declaración
La declaración de suelo contaminado, ha de hacerse de acuerdo con los criterios y estándares y mediante resolución expresa.
Tomando en consideración la información recibida en los informes anteriormente indicados, así como de otras fuentes de información disponibles, el órgano competente de medio ambiente de la comunidad autónoma declarará un suelo como contaminado para los correspondientes usos.
Los niveles genéricos de referencia que se utilizarán para la evaluación de la contaminación del suelo por determinadas sustancias, vienen recogidos en la normativa. Las sustancias que se evaluarán son las establecidas en la caracterización química, que tomará especialmente en consideración las actividades anteriores que hayan podido contaminarlo.

## Descontaminación
La declaración de un suelo como contaminado obligará a la realización de las actuaciones necesarias para proceder a su recuperación ambiental.
Los suelos contaminados perderán esta condición cuando se realicen en ellos todas las actuaciones de descontaminación o así se haya declarado por resolución administrativa.